# Grosvenor Thomas

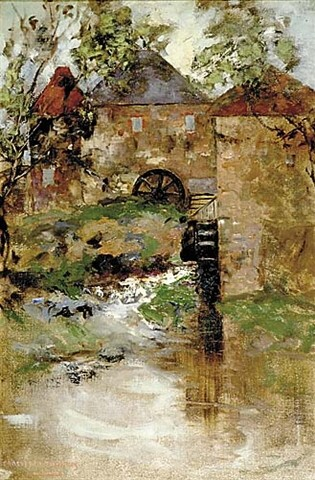
Grosvenor Thomas: The Watermill

George Grosvenor Thomas (* 1856 in Sydney, New South Wales; † 5. Februar 1923 in London) war ein australischer Maler des Spätimpressionismus und Mitglied der Glasgow Boys, einer Künstlergruppe aus dem 19. und frühen 20. Jahrhundert. Er betrieb vor allem Landschaftsmalerei.

## Leben und Werk
Grosvenor Thomas wurde 1856 in Sydney in Australien geboren. Als junger Mann verließ er seine Heimat, schiffte sich nach England ein und ließ sich 1885/6 in Glasgow nieder. Dort schloss er sich den Glasgow Boys an, einer Künstlergruppe, die vom Realismus der französischen Schule von Barbizon maßgeblich beeinflusst wurde und dadurch den Impressionismus und Postimpressionismus in Schottland bekannt machte. Gegenstand ihrer Genremalerei waren neben Motiven aus dem Großraum Glasgow vor allem ländliche Szenen. Thomas malte vornehmlich Landschaften und Blumen-Stillleben in Aquarell- und Ölfarben. Seine Arbeiten wurden maßgeblich geprägt von Jean-Baptiste Camille Corot und Charles-François Daubigny. Thomas konnte seine Werke wiederholt an der Royal Academy of Arts, Royal Scottish Academy und der Royal Scottish Society of Painters in Watercolour ausstellen. In München und Dresden gewann er jeweils eine Goldmedaille. 1892 wurde er zum Mitglied der Royal Scottish Society of Painters in Watercolour gewählt. Thomas zog schließlich nach London und reiste sehr viel. 1923 starb Thomas in London.